# Ariamnes simulans
Ariamnes simulans là một loài nhện trong họ Theridiidae.
Loài này thuộc chi Ariamnes. Ariamnes simulans được Octavius Pickard-Cambridge miêu tả năm 1892.